# Прасути
Прасути (санскр. prasûti — «зачатие», «рождение») — в поздней индийской мифологии одна из дочерей Ману Сваямбхувы и Шатарупы (санскрит. «имеющая сто форм»).
Жена Дакши. От этого брака родились двадцать четыре дочери — аллегорические олицетворения разных добродетелей, духовных свойств и религиозных обрядов.